# رازمیک ینگویان
رازمیک آوتیسی ینگویان (ارمنی: Ռազմիկ Ավետիսի Ենգոյան؛ زادهٔ ۱۵ ژانویهٔ ۱۹۳۵) یک  سیاستمدار اهل ارمنستان است که از تاریخ ۱۹۹۰ تا تاریخ ۱۹۹۵ سمت نمایندگی دوره اول شورای عالی جمهوری ارمنستان را برعهده داشت.

## زندگی‌نامه
در 	۱۵ ژانویهٔ ۱۹۳۵ در ارمنستان به دنیا آمد . 